# Czas centralny
Czas centralny, czas środkowy (ang. Central Time, CT; Central Standard Time, CST) – strefa czasowa odpowiadająca czasowi słonecznemu południka 90°W, który różni się o 6 godzin od uniwersalnego czasu koordynowanego (UTC-06:00).
W strefie znajduje się Kanada (prowincje Manitoba, Saskatchewan z wyłączeniem miasta Lloydminster, środkowa część terytorium Nunavut i zachodnia część prowincji Ontario) oraz Stany Zjednoczone (stany Alabama, Arkansas, Illinois, Iowa, Luizjana, Minnesota, Missisipi, Missouri i Wisconsin, większa część stanów Dakota Południowa, Dakota Północna, Kansas, Nebraska, Oklahoma, Teksas i Tennessee, zachodnia część stanów Floryda, Indiana, Kentucky i Michigan).
W okresie letnim na całym obszarze z wyjątkiem prowincji Saskatchewan czas standardowy zastępowany jest czasem letnim (Central Daylight Time, CDT) przesuniętym o jedną godzinę (UTC-05:00).